# Fútbol masculino en los Juegos del Pacífico de 2011
El fútbol es uno de los 28 deportes que repartan medallas en la XIV edición de los Juegos del Pacífico, el deporte tiene dos eventos, uno para la rama femenil y otro para la varonil. Los partidos se disputarán entre el 27 de agosto y el 9 de septiembre siendo esta la primera competencia que de inicio en los juegos comenzando su actividad dos días antes que el resto de los deportes y antes de la ceremonia inaugural.
La selección de Nueva Caledonia conquistó la medalla de oro en fútbol masculino, mientras que Papúa Nueva Guinea obtuvo la medalla dorada en el femenino.

## Sedes
Seis estadios en Nueva Caledonia han sido designados para celebrar los partidos de Fútbol. Tres de ellos están en Numea, ciudad sede del evento, y los otros tres en otras localidades del país son las siguientes:
| - Campo de fútbol Yoshida, Koné - Campo de fútbol Hnassé, Lifou - Campo de fútbol Boewa, Mont-Dore | - Campo de fútbol PLGC, Numea - Stade Rivière Salée, Numea - Estadio Numa-Daly, Numea |  |

## Torneo masculino
Once selecciones nacionales participaron en el torneo masculino de fútbol. Estas fueron divididas en dos grupos, uno de seis y otro de cinco donde se enfrentaron en un formato de todos contra todos. Los dos primeros lugares de cada grupo avanzaron a las semifinales y allí se definió quien jugó la final y quien el partido por la medalla de bronce.
Originalmente la FIFA tenía previsto que este torneo sirviera como la primera etapa de clasificación de Oceanía a la copa mundial de fútbol de 2014, tal como sucedió con el torneo de los juegos de 2007; sin embargo esta idea se abandonó más adelante debido a la participación en el torneo de la selección de Guam. Este equipo está afiliado a la FIFA como miembro de la AFC y por tanto era imposible que se involucrara en una eliminatoria al mundial de otra confederación; por esta misma razón el torneo también perdió su calidad de clasificatorio a la Copa de las Naciones de la OFC 2012.
El sorteo de los grupos se llevó a cabo el 19 de julio de 2011.
El partido inaugural del torneo fue disputado por Samoa Americana y Tuvalu a las 9 de la mañana del 27 de agosto en Numea, el resultado fue una sorpresiva victoria de 4-0 para los tuvalenses convirtiéndose en el triunfo por más amplio margen en la historia de esta selección.

### Grupo A
| Equipo          | Pts | PJ | PG | PE | PP | GF | GC | Dif |
| --------------- | --- | -- | -- | -- | -- | -- | -- | --- |
| Nueva Caledonia | 12  | 5  | 4  | 0  | 1  | 31 | 2  | +29 |
| Islas Salomón   | 12  | 5  | 4  | 0  | 1  | 19 | 3  | +16 |
| Vanuatu         | 12  | 5  | 4  | 0  | 1  | 18 | 7  | +11 |
| Tuvalu          | 4   | 5  | 1  | 1  | 3  | 7  | 20 | -13 |
| Guam            | 4   | 5  | 1  | 1  | 3  | 4  | 21 | -17 |
| Samoa Americana | 0   | 5  | 0  | 0  | 5  | 0  | 26 | -26 |

| Fecha                   | Lugar     |                 |  | Resultado |  |                 |
| ----------------------- | --------- | --------------- |  | --------- |  | --------------- |
| 27 de agosto de 2011    | Numea     | Samoa Americana |  | 0-4 (0-2) |  | Tuvalu          |
| 27 de agosto de 2011    | Numea     | Islas Salomón   |  | 7-0 (4-0) |  | Guam            |
| 27 de agosto de 2011    | Numea     | Nueva Caledonia |  | 5-0 (3-0) |  | Vanuatu         |
| 30 de agosto de 2011    | Numea     | Vanuatu         |  | 5-1 (3-0) |  | Tuvalu          |
| 30 de agosto de 2011    | Mont-Dore | Samoa Americana |  | 0-4 (0-4) |  | Islas Salomón   |
| 30 de agosto de 2011    | Numea     | Guam            |  | 0-9 (0-3) |  | Nueva Caledonia |
| 1 de septiembre de 2011 | Numea     | Samoa Americana |  | 0-2 (0-0) |  | Guam            |
| 1 de septiembre de 2011 | Numea     | Tuvalu          |  | 0-8 (0-4) |  | Nueva Caledonia |
| 1 de septiembre de 2011 | Numea     | Vanuatu         |  | 1-0 (0-0) |  | Islas Salomón   |
| 3 de septiembre de 2011 | Numea     | Guam            |  | 1-4 (1-0) |  | Vanuatu         |
| 3 de septiembre de 2011 | Numea     | Islas Salomón   |  | 6-1 (4-0) |  | Tuvalu          |
| 3 de septiembre de 2011 | Numea     | Nueva Caledonia |  | 8-0 (4-0) |  | Samoa Americana |
| 5 de septiembre de 2011 | Numea     | Guam            |  | 1-1 (1-1) |  | Tuvalu          |
| 3 de septiembre de 2011 | Numea     | Samoa Americana |  | 0-8 (0-3) |  | Vanuatu         |
| 5 de septiembre de 2011 | Numea     | Islas Salomón   |  | 2-1 (2-1) |  | Nueva Caledonia |

### Grupo B
| Equipo             | Pts | PJ | PG | PE | PP | GF | GC | Dif |
| ------------------ | --- | -- | -- | -- | -- | -- | -- | --- |
| Fiyi               | 12  | 4  | 4  | 0  | 0  | 18 | 1  | +17 |
| Tahití             | 7   | 4  | 2  | 1  | 1  | 25 | 5  | +20 |
| Papúa Nueva Guinea | 7   | 4  | 2  | 1  | 1  | 22 | 4  | +18 |
| Islas Cook         | 3   | 4  | 1  | 0  | 3  | 4  | 15 | -11 |
| Kiribati           | 0   | 4  | 0  | 0  | 4  | 2  | 46 | -44 |

| Fecha                   | Lugar     |                    |  | Resultado  |  |                    |
| ----------------------- | --------- | ------------------ |  | ---------- |  | ------------------ |
| 27 de agosto de 2011    | Mont-Dore | Papúa Nueva Guinea |  | 4-0 (1-0)  |  | Islas Cook         |
| 27 de agosto de 2011    | Mont-Dore | Fiyi               |  | 3-0 (1-0)  |  | Tahití             |
| 30 de agosto de 2011    | Mont-Dore | Fiyi               |  | 9-0 (1-0)  |  | Kiribati           |
| 30 de agosto de 2011    | Mont-Dore | Tahití             |  | 7-0 (0-0)  |  | Islas Cook         |
| 1 de septiembre de 2011 | Mont-Dore | Islas Cook         |  | 3-0 (1-0)  |  | Kiribati           |
| 1 de septiembre de 2011 | Mont-Dore | Tahití             |  | 1-1 (1-1)  |  | Papúa Nueva Guinea |
| 3 de septiembre de 2011 | Mont-Dore | Kiribati           |  | 1-17 (0-9) |  | Papúa Nueva Guinea |
| 3 de septiembre de 2011 | Mont-Dore | Islas Cook         |  | 1-4 (1-2)  |  | Fiyi               |
| 5 de septiembre de 2011 | Mont-Dore | Kiribati           |  | 1-17 (1-6) |  | Tahití             |
| 5 de septiembre de 2011 | Mont-Dore | Papúa Nueva Guinea |  | 0-2 (0-2)  |  | Fiyi               |

### Semifinales
| Fecha                   | Lugar |                 |  | Resultado |  |               |
| ----------------------- | ----- | --------------- |  | --------- |  | ------------- |
| 7 de septiembre de 2011 | Kone  | Nueva Caledonia |  | 3-1 (0-0) |  | Tahití        |
| 7 de septiembre de 2011 | Lifou | Fiyi            |  | 1-2 (0-0) |  | Islas Salomón |

### Medalla de bronce
| Fecha                   | Lugar   |      |  | Resultado |  |        |
| ----------------------- | ------- | ---- |  | --------- |  | ------ |
| 9 de septiembre de 2011 | Boulari | Fiyi |  | 1-2 (0-1) |  | Tahití |

### Final
| Fecha                   | Lugar |                 |  | Resultado |  |               |
| ----------------------- | ----- | --------------- |  | --------- |  | ------------- |
| 9 de septiembre de 2011 | Numea | Nueva Caledonia |  | 2-0 (1-0) |  | Islas Salomón |

| Bandera de Nueva Caledonia |
| Campeón Nueva Caledonia    |
| Sexto título               |